# Gabriella Pizzolo
Gabriella Grace Pizzolo (Schenectady, 10 marzo 2003) è un'attrice e cantante statunitense di origini italiane.
Ha debuttato nel 2013 in una rappresentazione a Broadway, interpretando Matilda in Matilda the Musical (2013) e Fun Home (2015). Nel 2019 ha ottenuto un grande successo grazie all’interpretazione di Suzie nella serie di Netflix Stranger Things.

## Filmografia
- BrainDead - Alieni a Washington (BrainDead) – serie TV, episodio 1x13 (2016)
- Stranger Things – serie TV, 3 episodi (2019-2022)
- Pretty Little Liars: Original Sin – serie TV, 8 episodi (2022)